# Agustín Vara
Agustín Vara Sánchez (29 de agosto de 1973, Pobladura del Valle) es un futbolista español.
Jugó de centrocampista en multitud equipos del fútbol español y su primer equipo como entrenador fue Club Deportivo Leganés. Fue internacional con la selección de fútbol sub-20. Después entrena al primer equipo del F.C Villanueva del Pardillo, actualmente 2º entrenador del Atlético de Madrid B, mano derecha de Nacho Fernández García 1º entrenador.

## Trayectoria
Agustín Vara militó como jugador en el Real Valladolid, Atlético de Madrid B, Hércules CF, UD Las Palmas y Xerez CD, hasta que se retiró en 2002 en el conjunto jerezano.
Su carrera como entrenador empezó en 2009 siendo esta campaña el técnico del Juvenil del Club Deportivo Leganés. Vara ha tenido muchos entrenadores de los que ha aprendido como Bernd Schuster, Rafa Benítez, Sergio Kresic.
Más tarde, debido a la salida de Luis Ángel Duque como técnico pepinero, la dirección del CD Leganés nombra a Agustín Vara Sánchez para ocupar el banquillo blanquiazul. después de su paso en el primer equipo del F.C. Villanueva del Pardillo donde consiguiendo en su primera temporada un ascenso a la 3a División de Madrid. https://web.archive.org/web/20140529052843/http://www.fcvillanuevadelpardillo.com/primer_equipo.html. 
Actualmente es el segundo entrenador del Atlético de Madrid.

## Clubes como jugador
- 1994-1995 Real Valladolid
- 1995-1997 Atlético de Madrid B
- 1998-2000 Hércules CF
- 2000-2001 Universidad Las Palmas
- 2001-2002 Xerez CD

## Clubes como entrenador
- 2008-2009 Club Deportivo Leganés
- 2009-2010 Club Deportivo Leganés
- 2011-2012 Club Atlético de Pinto
- 2013-2014 Fútbol Club Villanueva del Pardillo[3][4]